# Parides burchellanus
Parides burchellanus là một loài swallowtail butterfly (họ Papilionidae). Nó là loài đặc hữu của Brasil.

## Hình ảnh

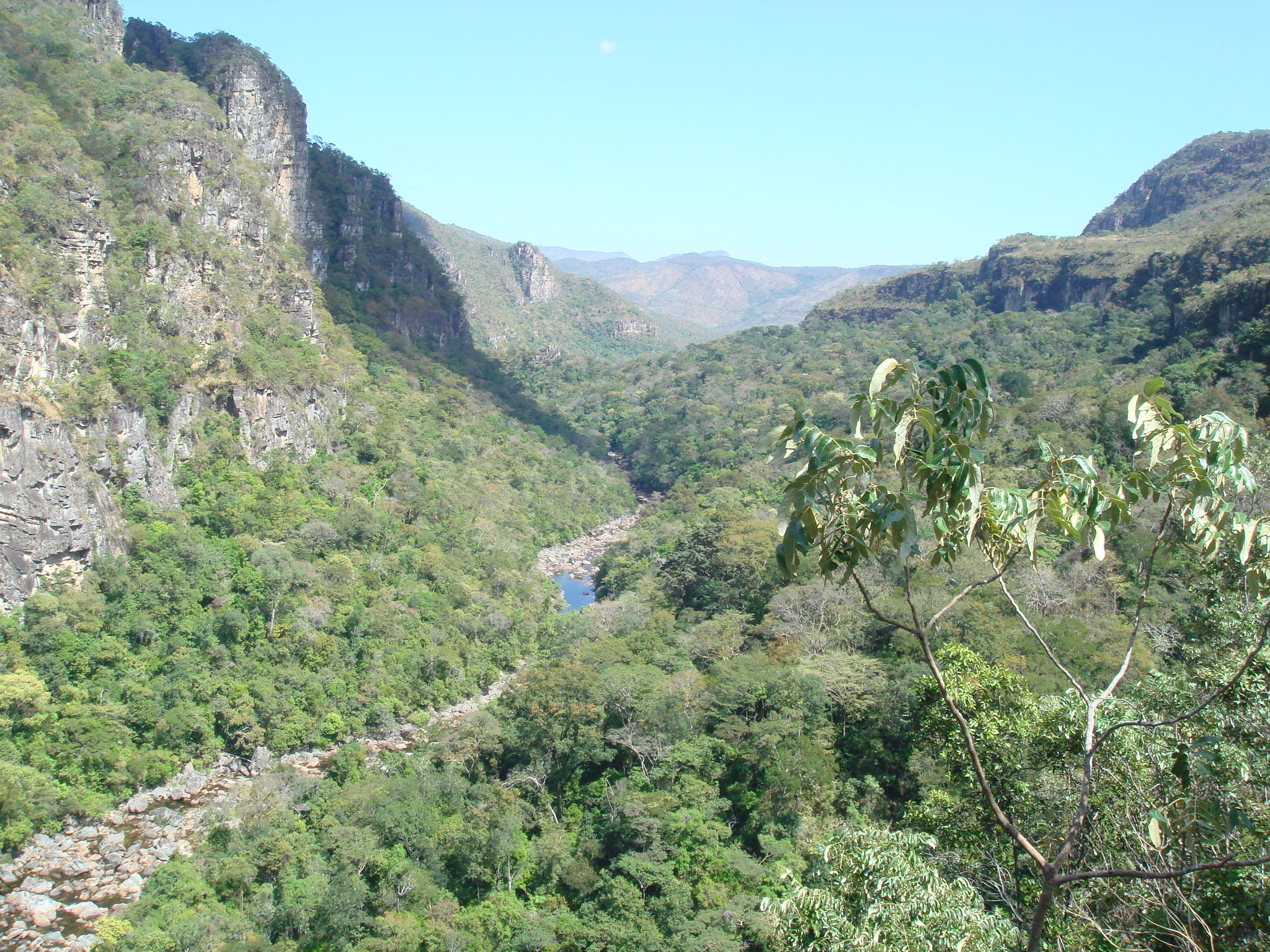
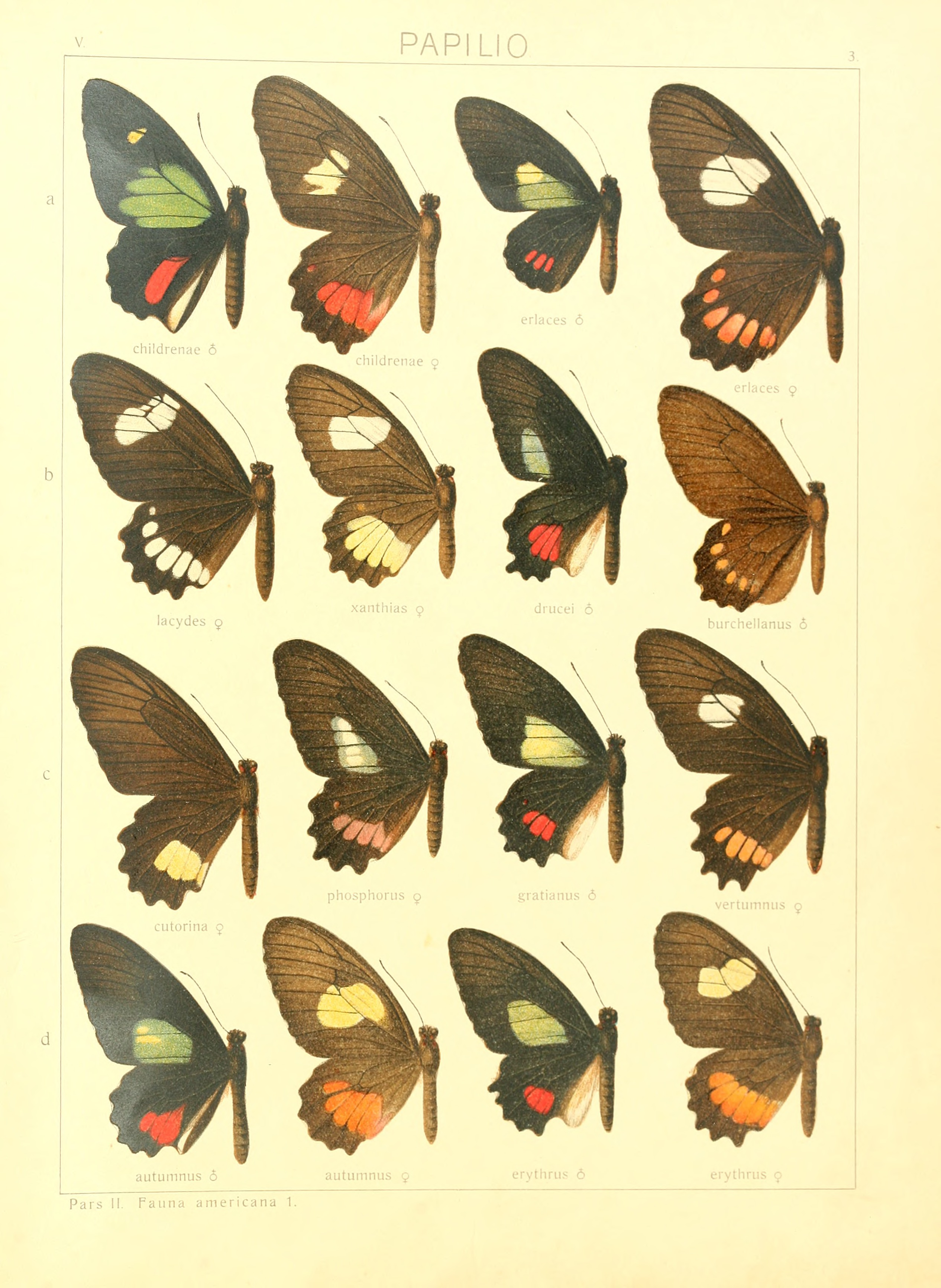